# 何光篪
何光篪（1913年—？），曾用名何仲音，男，四川新都人，中国人体解剖学家，曾任中国人民解放军第三军医大学教授,博士生导师。